# ولاية أمازوناس
ولاية آمازون (بالإسبانية: Amazonas, Venezuela)‏ هي ولاية فنزويلية تقع في فنزويلا . يقدر عدد سكانها بـ 142,200 نسمة ومساحتها 176,899 كم2 .

## معرض صور

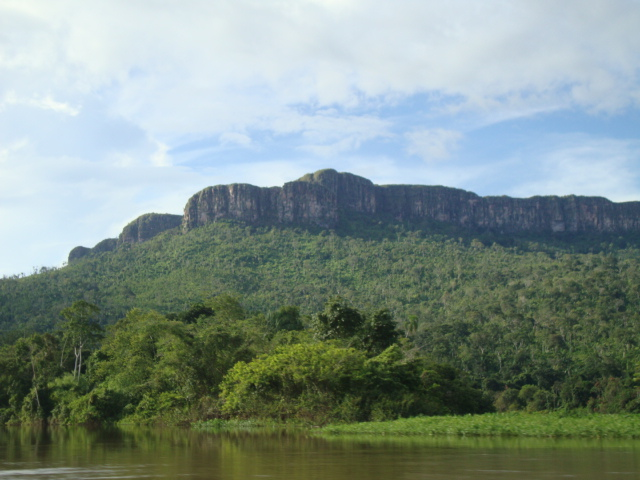
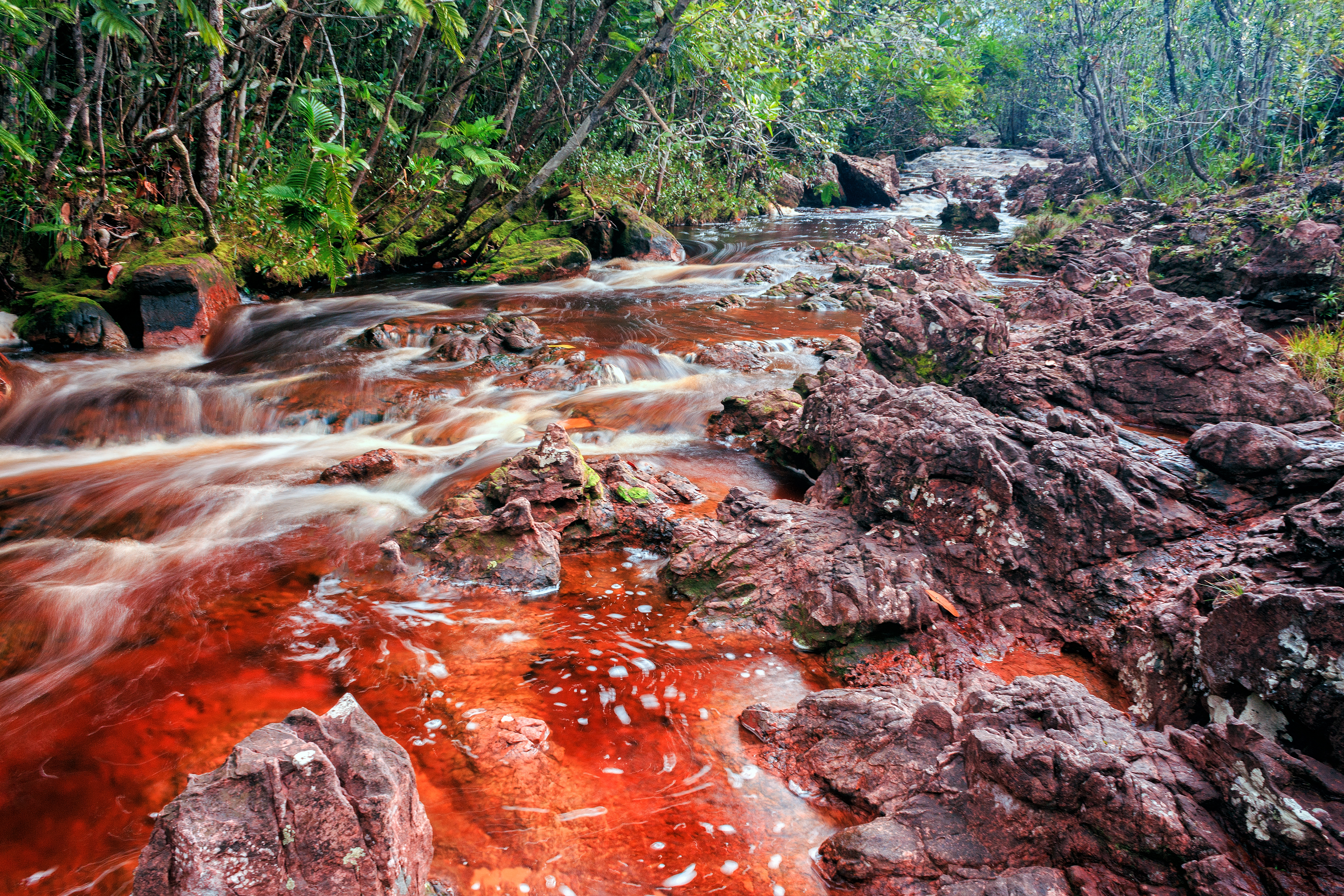
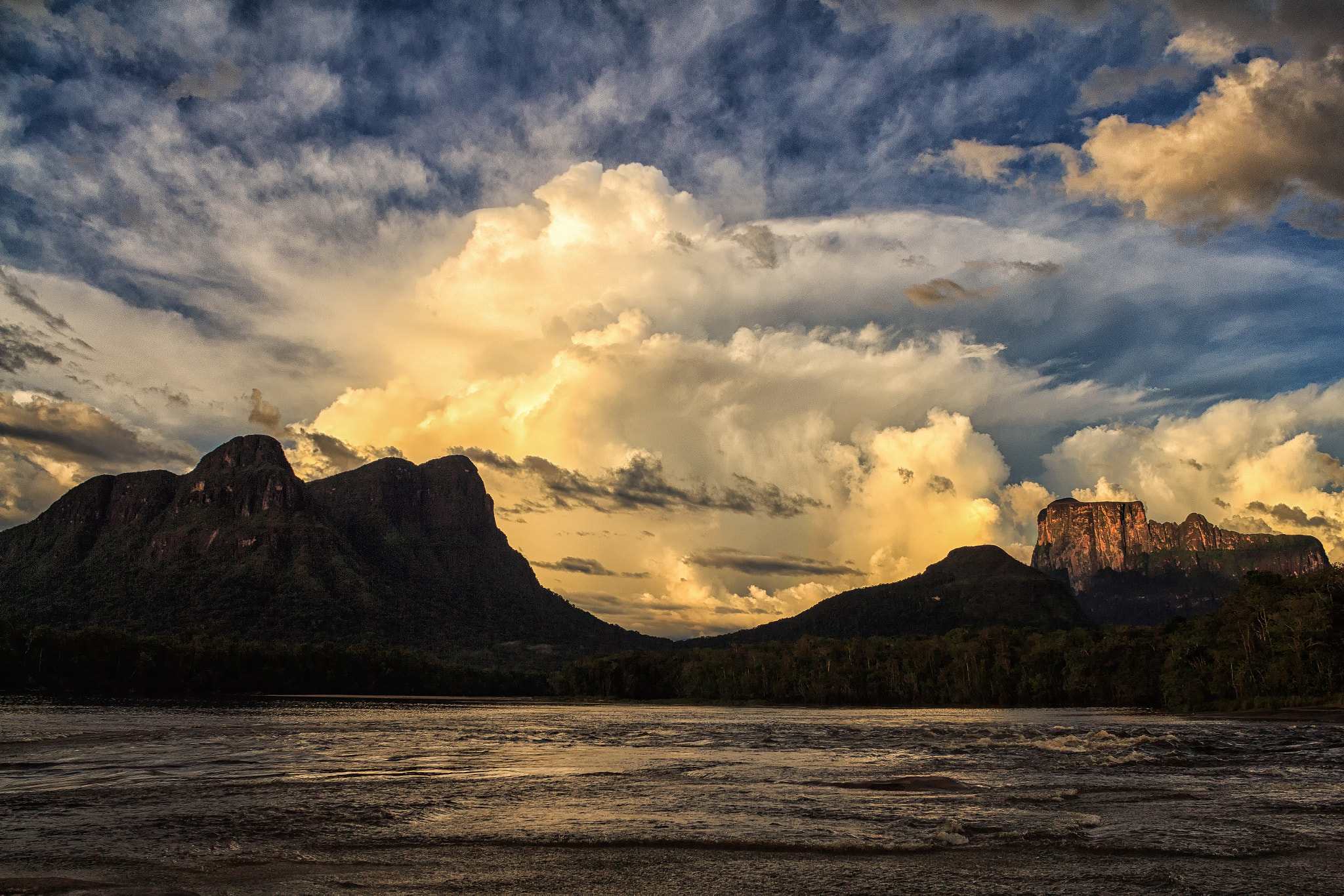
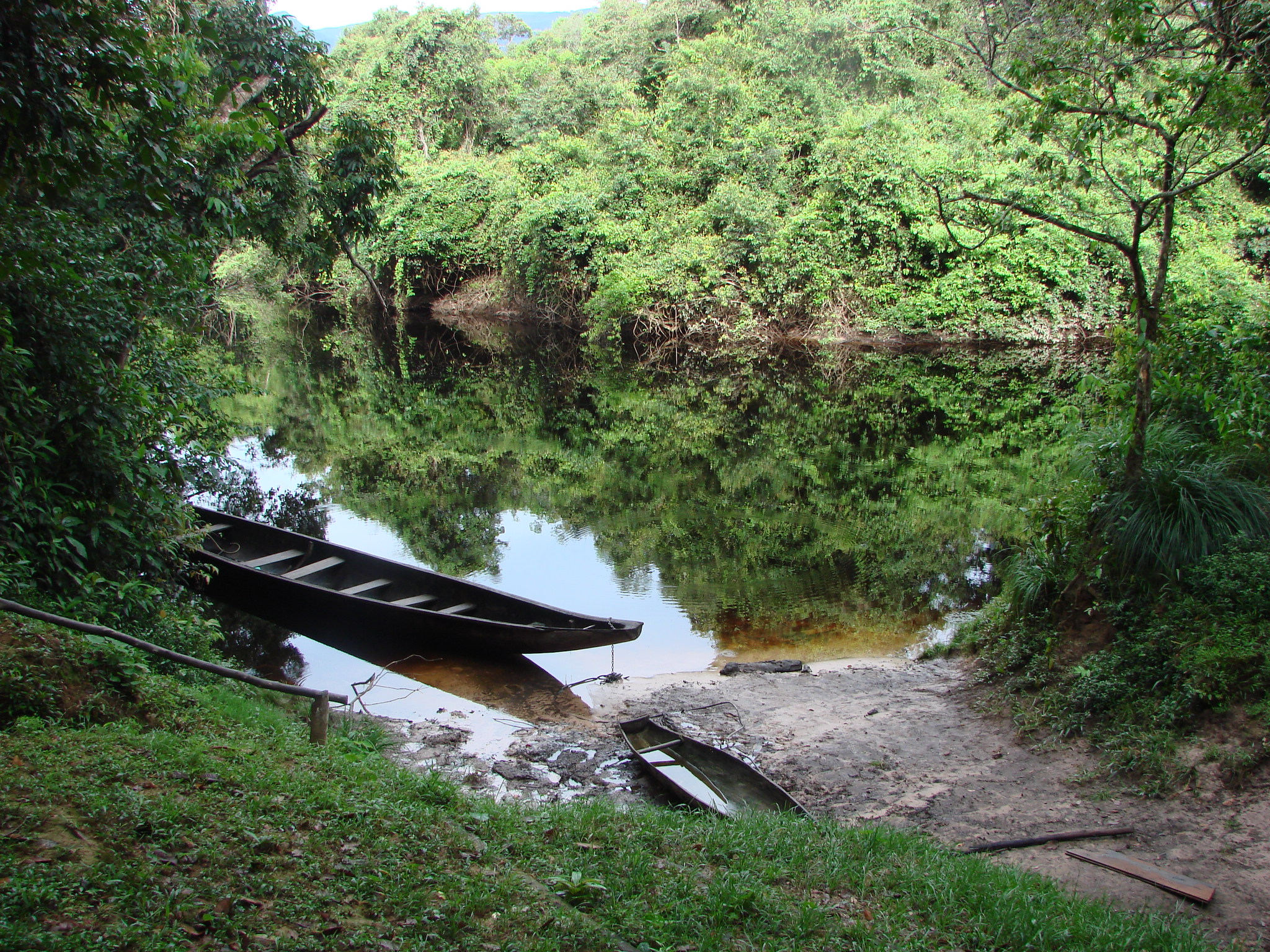